# Polski Żołnierz Prawosławny (Włochy)
Polski Żołnierz Prawosławny – miesięcznik ukazujący się w latach 1946–1947 dla prawosławnych żołnierzy 2 Korpusu Polskiego. Inicjatorem powstania pisma był biskup Polskiego Autokefalicznego Kościoła Prawosławnego, pełniący obowiązki wojskowego biskupa prawosławnego Polskich Sił Zbrojnych na Zachodzie, generał brygady na czas wojny Wojska Polskiego Sawa. Wydawcą było Szefostwo Duszpasterstwa Prawosławnego 2-go Korpusu. Czasopismo było drukowane bez polskich znaków. 